# Barbara Tuge-Erecińska
Barbara Krystyna Tuge-Erecińska (ur. 24 marca 1956 w Gdańsku) – polska urzędniczka państwowa i dyplomatka, działaczka opozycyjna w okresie PRL. Podsekretarz stanu (1999–2001) i sekretarz (2005–2006) w MSZ, ambasador RP w Szwecji (1991–1997), Danii (2001–2005), Wielkiej Brytanii (2006–2012) i Cyprze (2014–2018).

## Życiorys
Absolwentka IX Liceum Ogólnokształcącego w Gdańsku. Ukończyła w 1980 skandynawistykę na Uniwersytecie Gdańskim. W 1981 pracowała w dziale zagranicznym biura krajowego NSZZ „Solidarność”. W latach 1982–1987 działała w Prymasowskim Komitecie Pomocy Osobom Pozbawionym Wolności i ich Rodzinom. Od 1987 do 1990 pełniła funkcję sekretarza honorowego w agencji konsularnej Szwecji, Danii i Norwegii w Gdyni, następnie przez rok była pełnomocnikiem zarządu miasta Gdańska do spraw kontaktów z zagranicą. Na przełomie lat 80. i 90. związana ze środowiskiem gdańskich liberałów, była członkinią Kongresu Liberalno-Demokratycznego.
W 1991 została zatrudniona w Ministerstwie Spraw Zagranicznych. W latach 1991–1997 pełniła funkcję ambasadora RP w Szwecji. Po powrocie do kraju w 1997 objęła stanowisko dyrektorki Departamentu Europy Zachodniej, a rok później tożsamą funkcję w Departamencie Polityki Europejskiej. W latach 1999–2001 była podsekretarzem stanu w MSZ. Od września 2001 do 2005 w randze ambasadora kierowała polską misją dyplomatyczną w Kopenhadze. W listopadzie 2005 została powołana na sekretarza stanu w Ministerstwie Spraw Zagranicznych. W okresie od 2006 do 13 sierpnia 2012 sprawowała urząd ambasadora RP w Wielkiej Brytanii. W 2014 powołana na stanowisko ambasadora RP na Cyprze, zakończyła urzędowanie 31 sierpnia 2018. Przed przejściem na emeryturę pracowała w Akademii Dyplomatycznej MSZ. W kwietniu 2025 powróciła do pracy w służbie zagranicznej, obejmując kierownictwo Ambasady RP w Pradze jako chargé d’affaires ad interim.
Córka Janusza. Zna języki angielski, szwedzki i norweski.

## Odznaczenia i wyróżnienia
- Złoty Krzyż Zasługi – 1997[11]
- Komandor Orderu Zasługi Republiki Włoskiej – 2000[13].
- Krzyż Komandorski Orderu Zasługi Republiki Węgierskiej – 2001
- Komandor Orderu Danebroga – 2005
- Honorowe obywatelstwo City of London – 2010
- Krzyż Wielki Orderu Pro Merito Melitensi – 2011
- Wielka Wstęga Świętego Konstantyńskiego Orderu Wojskowego Świętego Jerzego – 2012[14]